# 天鹅之歌
天鹅之歌（德語：Schwanengesang），目錄第957號，是弗朗茨·舒伯特的套曲作品，创作于其临终前（1828年），死后才出版（1829年）。當中的“小夜曲”是舒伯特最著名的歌曲之一。

## 名稱
此歌曲集的名字由出版者托拜厄斯·哈斯林格所起，大概希望将它以舒伯特最后的音乐遗作来介绍给世人。

## 构成
与先前的《美丽的磨坊女》及《冬之旅》不同的是，《天鹅之歌》使用了诗人路德维希·莱尔斯塔勃、海因里希·海涅、约翰·加布里尔·塞德尔的等人的诗作。

### 莱尔斯塔勃
- 爱的使者（Liebesbotschaft）
- 士兵的预感（Kriegers Ahnung）
- 春天的渴望（Frühlingssehnsucht）
- 小夜曲（Ständchen）
- 休息处（Aufenthalt）
- 在远方（In der Ferne）
- 告别（Abschied）

### 海涅
- 阿特拉斯（Der Atlas）
- 她的肖像（Ihr Bild）
- 渔家少女（Das Fischermädchen）
- 城市（Die Stadt）
- 海边（Am Meer）
- 另一个她（Der Doppelgänger）

### 塞德尔
- 飞鸽传书（Taubenpost）